# Geilensiepen
Geilensiepen ist eine Hofschaft in Radevormwald im Oberbergischen Kreis im nordrhein-westfälischen Regierungsbezirk Köln in Deutschland.

## Lage und Beschreibung
Das Stadtzentrum Radevormwalds hat sich recht nahe bis an die im Südwesten gelegene Hofschaft ausgebreitet, dennoch überwiegt hier der ländliche Eindruck. Die Nachbarorte sind Espert, Walkmüllersiepen und Sieplenbusch. Man erreicht den Ortsteil über eine Stichstraße, die von der Dietrich-Bonhoeffer-Straße abzweigt.
Östlich von Geilensiepen verläuft der Wiebach, der im weiteren Verlauf in die Wuppertalsperre mündet. Ein Quellbach des Wiebach entspringt in Geilensiepen.

## Geschichte
1581 wurde der Ort das erste Mal urkundlich erwähnt und zwar „In dem Protokollbuch des Radevormwalder Bürgergerichts.“ Die Urkunde befindet sich im Archiv der reformierten Kirchengemeinde Radevormwald.
Schreibweise der Erstnennung: Gelenseiffen

## Politik und Gesellschaft
Geilensiepen gehört zum Radevormwalder Gemeindewahlbezirk 090, der am 26. September 2004 1.405 Wahlberechtigte hatte.

## Wander- und Radwege
Folgende Wanderwege führen durch den Ort:
- Der Bezirkswanderweg ◇8 (Radevormwald−Köln-Höhenhaus) des SGV-Bezirks Bergisches Land
- Der Wald-Wasser-Wolle-Wander-Weg
- Die Ortsrundwanderwege A1 und A3